# Support the Girls
Support the Girls ist ein US-amerikanischer Spielfilm von Andrew Bujalski aus dem 2018.

## Handlung
Lisa unterstützt als Manager einer Sports Bar ihre Mitarbeiter mit viel Optimismus und Vertrauen. Allerdings wird sie an diesem Tag einer starken Probe unterzogen.

## Rezeption

### Auszeichnungen
Nominierungen (Auswahl):
- Gotham Independent Film Award für das beste Drehbuch 2018
- Gotham Independent Film Award für die beste Hauptdarstellerin 2018

### Kritiken
Das Lexikon des internationalen Films vergibt vier von fünf Sternen und resümiert: „Voller Lakonie, aber auch Empathie entfaltet der Film einen Mikrokosmos schräg-eigenwilliger Charaktere und feiert die Widerstandskraft und Würde seiner weiblichen Figuren, die sich tagtäglich in der schlecht bezahlten Arbeits-Tretmühle in einem sexistischen Umfeld behaupten.“
Auf der Website Rotten Tomatoes hat Support the Girls eine positive Rate von 92 %.